# Akkruva Colles
Gli Akkruva Colles sono una struttura geologica della superficie di Venere.